# Federico Sánchez Bedoya
Federico Sánchez Bedoya (Sevilla, 1844-Madrid, 1898) fue un político y militar español, diputado en las Cortes de la Restauración.

## Biografía
Nació el 20 de enero de 1844 en Sevilla, hermano de Antonio e hijo de Pablo Sánchez y García, un opulento propietario avecindado en el número 18 de la calle de las Águilas. Se inclinó por la carrera militar y a los catorce años, el 6 de enero de 1858, ingresaba en la Academia de Artillería, de Segovia, donde fue ascendido a subteniente alumno el 10 de septiembre de 1862. Terminados los cursos, el 27 de febrero de 1864 ascendió a teniente, y prestó servicio en varios Regimientos. Se le otorgó en 1867 la cruz del mérito militar con distintivo blanco. Se le concedió en 1868 el grado de capitán para Ultramar a petición propia; mas, estando en expectativa de embarque, solicitó la licencia absoluta para Sevilla, que por real orden de 10 de septiembre de 1868 se autorizó.
Ya en la Restauración, obtuvo escaño de diputado a Cortes en 1879 y siguientes, en representación de Sevilla, hasta 1898. Afiliado al partido conservador, se había puesto al frente del elemento joven de su formación en Sevilla, y llegó a ejercer la dirección local de la agrupación política, cuando el jefe conservador, el conde de Gasa Galindo, declinaba. En julio de 1890 fue nombrado gobernador civil de Madrid. También ocupó el cargo de vicepresidente del Congreso de los Diputados.Se mostró en contra de Cánovas cuando este nombró ministro de Fomento a Alejandro Pidal, dando entrada en el campo conservador al elemento reaccionario y ultramontano que este político representaba. Su muerte, acaecida en su domicilio del paseo de la Castellana de Madrid en la noche del 19 de mayode 1898, marcó la decadencia del partido conservador en Sevilla. Desde entonces la dirección política local estuvo en manos de los elementos liberales procedentes del antiguo posibilismo. En sus últimos años de vida había contraído matrimonio con Regla Manjón.
Sus discursos fueron publicados en un tomo titulado Discursos del Excmo. Sr. Federico Sánchez Bedoya precedidos de una breve noticia sobre el mismo por el Excmo. Sr. D. Francisco Silvela (Sevilla, 1904).